# Dwa konie Czyngis-chana
Dwa konie Czyngis-chana (niem. Das Lied von den zwei Pferden) – niemiecki film dokumentalny z 2009 roku w reżyserii Byambasuren Davaa, która także była autorką scenariusza. Zdjęcia kręcono w jej rodzinnej Mongolii. W roli głównej wystąpiła wokalistka Urna, pochodząca z Mongolii. 

## Fabuła
Film przedstawia historię podróży pochodzącej z Mongolii Wewnętrznej (Chiny) wokalistki Urny, która obiecała swojej babci na łożu śmierci odtworzyć skrzypce w kształcie konia na podstawie fragmentu gryfu, na którym spisane są słowa pieśni. Jest to bowiem jedyna ocalała część tego mongolskiego instrumentu, zniszczonego w czasie chińskiej rewolucji kulturalnej.

## Obsada
- Urna Chahar-Tugchi jako ona sama
- Hicheengui Sambuu jako on sam
- Chimed Dolgor jako ona sama